# استنلی داکینگ
استنلی داکینگ (انگلیسی: Stanley Docking; ۱۳ دسامبر ۱۹۱۴ – ۲۷ مهٔ ۱۹۴۰) بازیکن فوتبال اهل پادشاهی متحد بریتانیای کبیر و ایرلند بود.